# Оскірі
Оскірі (італ. Oschiri, сард. Oscheri) — муніципалітет в Італії, у регіоні Сардинія, провінція Сассарі. До 2016 року муніципалітет належав до провінції Ольбія-Темпіо.
Оскірі розташоване на відстані близько 320 км на південний захід від Рима, 170 км на північ від Кальярі, 45 км на південний захід від Ольбії, 21 км на південь від Темпіо-Паузанії.
Населення — 3343 особи (2014).
Покровитель — San Demetrio.

## Демографія
Населення за роками:

Станом на 1 січня 2023 року в муніципалітеті офіційно проживали 62 іноземці з 11 країн, серед них 44 громадяни країн Євросоюзу.

## Сусідні муніципалітети
- Ала-дей-Сарді
- Беркідда
- Буддузо
- Оцієрі
- Паттада
- Темпіо-Паузанія
- Тула